# Kettőn áll a vásár (film, 1995)
A Kettőn áll a vásár (eredeti cím: It Takes Two) 1995-ben bemutatott amerikai családi filmvígjáték Andy Tennant rendezésében, Kirstie Alley, Steve Guttenberg és az Olsen ikrek főszereplésével.

## Cselekmény
A kilencéves Amanda Lemmon (Mary-Kate Olsen) árvaházban él. Árvaházi gondozója és jóbarátja Diane Barrows (Kirstie Alley). Épp készülődnek elmenni a Callaway nyári táborba. Még mielőtt elindulnának, érkezik egy kérelem Butkiséktól, hogy örökbe fogadnák Amandát. A Butkiséknál tett látogatás után az egész árvaház elmegy nyaralni a táborba.
Közben Alyssa Callaway (Ashley Olsen) megérkezik a zongoraversenyről, amit meg is nyert. Apja Roger Callaway (Steve Guttenberg) nem tud kimenni elé a reptérre, ezért a komornyik, Vincenzo Kantone (Philip Bosco), Alyssa legjobb barátja megy el érte. Elmennek a Callaway nyárilakba, amely szemben van a Callaway nyári táborral. A birtokra érve Alyssa végre találkozik apukájával, Rogerrel is. Megtudja, hogy Rogernek új párja van (Allyssa anyukája meghalt pár évvel korábban), egy bizonyos Clarice Kensington (Jane Sibbett) személyében. Alyssa hamar kiismeri Clarice-t és cseppet sem szimpatikus neki, ezért inkább világgá megy. Vincenzo nem tartja vissza, mert úgy véli, a kislány úgy is hamar visszajön.
Közben Amandaék megérkeznek a táborba. Amanda és pár barátja elmennek a Callaway nyárilakhoz. Közben arról mesélnek egymásnak, hogy a Callaway házban már sok éve nem lakik senki és állítólag kísértetjárta. Mikor odaérnek, fogadnak, hogy aki be mer csöngetni, az kap öt dollárt a többiektől. Amanda be is csenget, Vincenzo nyit ajtót. Azt hiszi, Alyssa jött vissza, így beviszi a házba Amandát. Amanda kicsit körülnéz, aztán meglátja Clarice-t arcpakolással. Úgy megijed tőle, hogy ijedtében kiszalad a házból.
Alyssa elkeveredik a táborba. A többiek épp focizni készülnek. Amint meglátják Alyssát, egyből invitálják őt is focizni, mert azt hiszik, hogy Amanda az – és Amandánál jobb focista nincs az árvaházban. Alyssa viszont amikor mindenki felé fut a labdáért, inkább elszalad, mintsem összetapossák. Egyszer csak Amanda és Alyssa egymásnak szaladnak. Először kicsit megrettennek egymástól, aztán hamar összebarátkoznak. Kitalálják, hogy egy napra helyet cserélnek, pusztán szórakozásból.
Másnap találkoznak az istállóban. Beszámolnak egymásnak, kinél mi történt egy nap alatt. Amanda áradozik Rogerről, Alyssa pedig Diane-ről és azt találják ki, hogy össze kéne őket hozni egymással. Ennek érdekében még egy napig maradnak szerepcserében. Ezt úgy oldják meg, hogy Alyssa Diane-t, Amanda pedig Rogert viszi el lovagolni, aztán kicsit feltüzelik Diane lovát egy jól irányzott kavicslövéssel a ló farára. Roger meg is menti Diane-t. Épp kezdenek összemelegedni Roger házánál a kertben, mikor váratlanul Clarice hívja Rogert telefonon. Eredetileg két hét múlva szombaton házasodtak volna, de Clarice előrehozta másnapra az esküvőt. Közben Diane megunja a várakozást (hogy Roger befejezze a telefonálást) és elmegy.
Másnap Vincenzo tanácsára Roger elkocsikázik a táborhoz és bocsánatot kér Diane-től a tegnap történtekért. Diane megbocsát neki és beinvitálja magukhoz ebédre. Itt kisebb probléma lép fel Alyssa és Amanda részéről, ugyanis Amandáék (aki most Allyssa) tálalják az ebédet. Viszont ha Roger meglátja Alyssát, akkor lebuknak. De aztán Alyssa Amandát meghazudtoló ügyességgel kirobbant egy kajacsatát, elterelve magáról a figyelmet. A kajacsata után Diane és Roger kimennek a tóba és fürdenek egy jót. Már épp összemelegednének, mikor Amandáék (akik a csónakok mögött megbújva figyelik őket) véletlenül felborítják a csónakokat. Ezt Roger jelzésnek veszi, hogy mennie kell és bevallja Diane-nek, hogy menyasszonya van.
Ekkor újabb probléma adódik. Butkisék kérelmét elfogadták az árvaház beleegyezése nélkül és Amanda helyett Alyssát viszik el Butkisékhoz. Amanda ekkor elmondja és sebhelyeivel bizonyítja Vincenzónak, hogy ő valójában Amanda. Vincenzo elmegy Diane-hez és őt is szembesíti a dologgal. Amanda és Roger elmennek az esküvőre. Közben Butkisék elviszik a vastelepükre Alyssát és őt is törvénytelen gyermekmunkára fogják. De szerencsére megérkezik Diane és elviszi Allyssát. Elkötnek egy lovaskocsit, azzal mennek el az esküvőre, félbeszakítani azt.
Clarice megalázottan távozik az oltártól, miután Roger nemet mond és még Alyssa is letapossa róla a menyasszonyi ruhája felét. Aztán mindannyian kimennek a templomból, Roger és Diane végre összejönnek egymással. Roger megveszi a lovaskocsit, amivel Diane és Alyssa elkötve azt, a templomhoz mentek, alkudozás nélkül. Amanda, Alyssa, Diane és Roger elmegy kocsikázni, Vincenzo felcsap a kocsisuknak és a lányok kocsikázás közben elmesélnek nekik mindent.

## Szereplők
| Szerep             | Színész            | Magyar hang       |
| ------------------ | ------------------ | ----------------- |
| Amanda Lemmon      | Mary-Kate Olsen    | Mánya Zsófi       |
| Allyssa Callaway   | Ashley Olsen       | Molnár Ilona      |
| Diane Barows       | Kirstie Alley      | Bánsági Ildikó    |
| Roger Callaway     | Steve Guttenberg   | Forgács Péter     |
| Vincenzo Cantone   | Philip Bosco       | Dobránszky Zoltán |
| Clarice Kensington | Jane Sibbet        | Vándor Éva        |
| Harry Butkis       | Ernie Grunwald     | F. Nagy Zoltán    |
| Fanny Butkis       | Ellen-Ray Hennessy | Garai Dóra        |

## Érdekességek
Az Olsen ikreknek ez volt a kedvenc filmjük az összes közül, mert ebben olyan sztárokkal szerepelhettek együtt, mint Kirstie Alley és Steve Guttenberg.[forrás?]
A film forgatása alatt Mary-Kate és Ashley végig Kirstie-nél lakott és nagy pizsamapartikat rendeztek.[forrás?]

## Forgatási helyszínek
A filmbéli East Side gyermekotthon épülete New Yorkban, a Mott Street 256-258 szám alatt található. Az esküvői jelenet képsorait a szintén New York-i Park Avenue-n álló Szent Bertalan-templomban (St. Bartholomew's Episcopal Church) rögzítették. A Roger Callaway rezidenciájaként szolgáló házat (68 The Bridle Path, North York, Ontario, Kanada) 2022 augusztusában lebontották.